# Václav Kadlec
Václav Kadlec (ur. 20 maja 1992 w Pradze) to reprezentant Czech do lat 17. Kadlec grał wcześniej dla Bohemiansu Praga, w latach 2008–2012 był zawodnikiem Sparty Praga. W 2015 roku został zawodnikiem Sparta Praga.